# Нульова толерантність
Нульова толерантність (англ. zero tolerance) — політика, яка передбачає призначення максимально можливих за законом обмежень і санкцій навіть за незначні правопорушення або проступки з метою усунення небажаної поведінки. Політика нульової толерантності забороняє особам правоохоронних органів здійснювати покарання на власний розсуд чи змінювати його. Вони зобов'язані встановити заздалегідь певне покарання, незалежно від індивідуальних особливостей правопорушень, пом'якшувальних обставин.
Політика нульової толерантності використовується в криміналістиці і поширена в формальних і неформальних системах охорони правопорядку по всьому світу.

## Області застосування

### Нульова толерантність на робочому місці
Політику нульової толерантності провели в армії, школах, на робочих місцях у різних країнах з метою усунення протиправних дій. Активісти і небайдужі люди сподіваються, що така політика звертатиме увагу керівництва цих організацій на правопорушення з метою запобігання знущанням та утискам. Інші порушують питання про доречність використання політики нульової толерантності, оскільки очевидні помилки, які були допущені при веденні політики нульової терпимості. Нульову толерантність можна розглядати як свого роду безжалісне управління, оскільки часто цей спосіб покарання необ'єктивний. Правоохоронні органи виносять зумовлене покарання, заплющуючи очі на конкретний випадок.

### Нульова толерантність і наркотичні засоби
У Сполучених Штатах Америки нульова толерантність щодо наркотиків була спочатку розроблена як частина виборчих кампаній Рональда Рейгана і Джорджа Г. У. Буша, щоб обмежити ввезення наркотиків в США з-за кордону. Дана стратегія призначалася для споживачів наркотиків, а не для перевізників або постачальників, припускаючи, що суворі покарання за вживання наркотичних засобів приведуть до скорочення попиту, що в свою чергу завдасть удару по основній причині проблеми наркотиків — їх імпорт.
Політика нульової толерантності зрівнює всі заборонені наркотики, а також будь-які форми їх використання і вживання. Однак слід диференціювати випадкове одноразове вживання наркотиків, наркотичну залежність і поширення наркотиків, оскільки і покарання повинні бути різного ступеня суворості. Противники політики нульової толерантності вважають, що державні кошти, спрямовані на здійснення цієї політики і боротьбу з усіма споживачами наркотиків, варто було б спрямувати на адресне лікування наркозалежних людей. Як приклад, варто відзначити результати досліджень зі Швейцарії, які показують, що лікування конкретних наркоманів призвело до формування в свідомості молодих людей відразу до героїну як непривабливого і такого, що згубно впливає на життя і здоров'я.

### Нульова толерантність і водіння
Цей термін використовується для водіїв, які керують автомобілем під впливом алкоголю, посилаючись на нижчий показник вмісту алкоголю в крові для водіїв у віці до 21 року. У США допустима межа в усіх штатах нині + 0,08 %, але для водіїв у віці до 21 року припустимий рівень проміле в більшості штатів становить + 0,01 % або + 0,02 %.
У Бельгії, Фінляндії, Франції, Німеччині та Швеції діють закони про нульову толерантність до наркотиків і водіння в нетверезому стані.
В Азії, зокрема Японії, також практикують нульову терпимість до водіння в нетверезому стані. Люди, спіймані за кермом після вживання алкоголю, навіть за день перед тим, як їх зупинили, отримують штраф аж до звільнення з роботи. Іноземці можуть бути навіть депортовані.

### Нульова толерантність в школах
Політика нульової толерантності також була прийнята в школах та інших навчальних закладах по всьому світу. Така політика переважно пропагується як профілактика наркоманії, насильства та девіантної поведінки в школах. У школах до загальної політиці нульової терпимості відносяться зберігання і використання наркотиків і зброї. Студенти, іноді співробітники, батьки, які мають заборонені речовини, предмети або чинять протиправні дії, отримують осуд і покарання негайно. Працівникам навчальних закладів заборонено використовувати свої судження, особисті зв'язки з метою зменшення покарання або надання пом'якшувальних обставин.
Варто відзначити відсутність достовірних доказів того, що нульова терпимість зменшує насильство або вживання наркотиків серед студентів.

## Критика
Деякі критики стверджують, що застосовуючи політику нульової толерантності, поліція порушує Кодекс щодо забезпечення дотримання законів поведінки, прийнятих Міжнародною асоціацією начальників поліції, в якому зазначено: «Основні обов'язки співробітника поліції включають в себе службу суспільству, охорону життя і майна, захист невинних, підтримання миру і забезпечення прав всіх людей на свободу, рівність і справедливість». За цим кодексом треба, щоб поліція поводилася ввічливо і справедливо, щоб ставилася до всіх громадян з повагою і ніколи не застосовувала надмірної сили.
Критики кажуть, що при веденні політики нульової толерантності поліція зазнає невдачі, оскільки її практика руйнує кілька важливих умов для успішної поліцейської діяльності, а саме: поліції складно вести звітність своєї діяльності, бути відкритою для громадськості і співпрацювати з різними групами людей.
Противники нульової толерантності вважають, що така політика нехтує індивідуальною основою кожного злочину і правопорушення, що може привести до невиправдано суворого покарання за дії, які можуть бути покарані більш гуманно, наприклад, штрафом. Це також може призвести до збільшення жорстоких злочинів, оскільки злочинці знатимуть, що покарання однаково суворе для всіх: як для дрібних правопорушників, так і для небезпечних злочинців.